# Monuments del ciclisme
En ciclisme, monument és el nom que reben les cinc curses clàssiques de major història i prestigi en el calendari internacional. A més de ser curses molt longeves, també se les considera les clàssiques més dures del calendari, no sols pel seu quilometratge –superior als 200 kilòmetres, sinó també pel seu recorregut. Per això, són les que atorguen més punts a l'UCI World Tour.
La primera edició masculina de les cinc curses es disputà abans de la Primera guerra mundial i, ordenades pel seu ordre de disputa durant la temporada, són: la Milà-Sanremo (Itàlia), Tour de Flandes (Bèlgica), París-Roubaix (França), Lieja-Bastogne-Lieja (Bèlgica) i Volta a Llombardia (Itàlia). Les quatre primeres es corren a la primavera, mentre que la darrera es fa a la tardor.
Actualment, quatre de les cinc proves tenen versió femenina: la Sanremo Women, el Tour de Flandes, la Lieja-Bastogne-Lieja i la París-Roubaix.

## Llista de monuments
Els cinc monuments són:

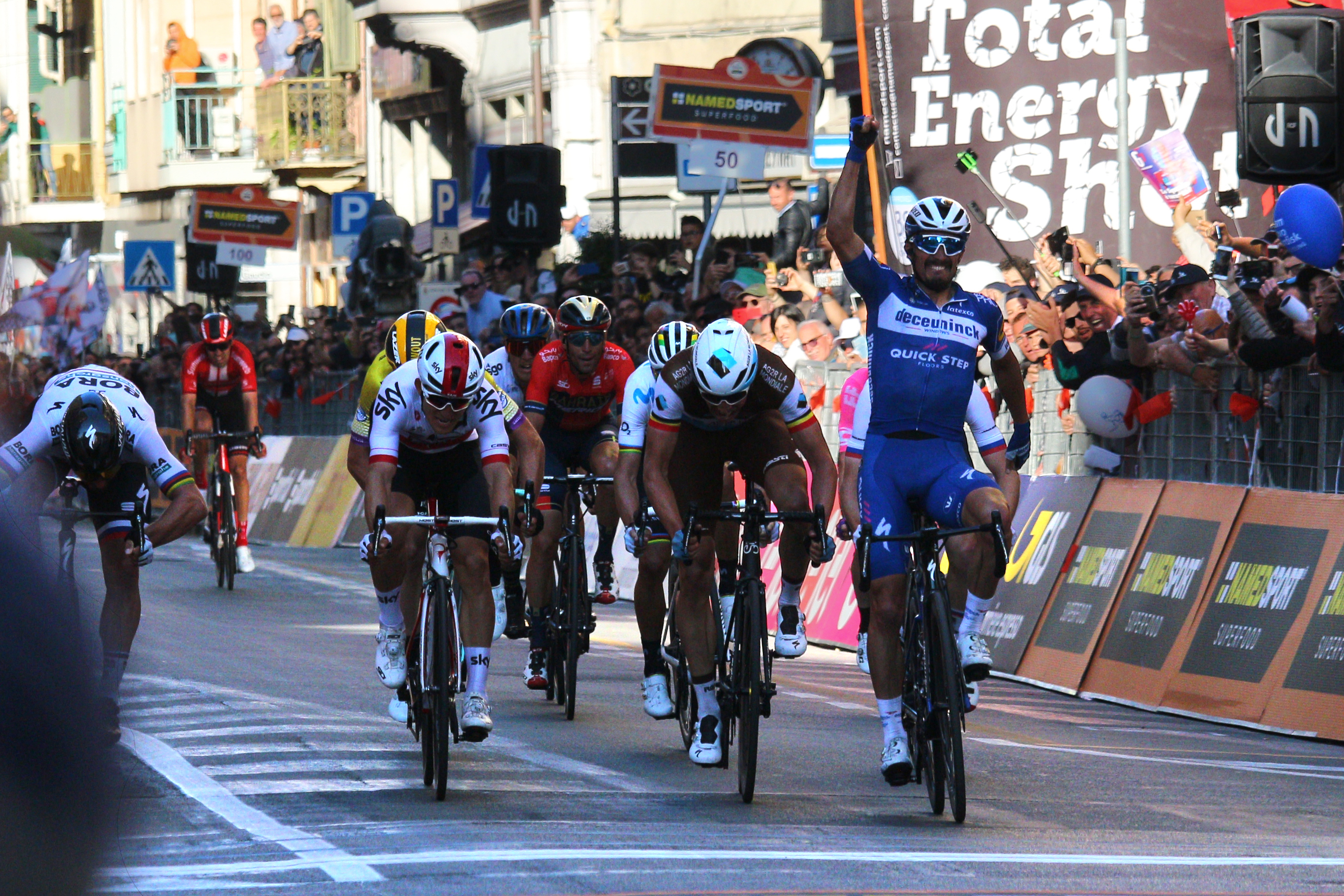
Julian Alaphilippe celebra la seva victòria a la Milà-Sanremo 2019.

- Milà-Sanremo: anomenada "la Classicissima" o "la Primavera", és la prova més llarga de totes pels homes, amb gairebé 300 km. El perfil inclou diversos ascensos a prop del final de la carrera, encara que sovint es decideix en favor d'un velocista. La seva primera edició masculina fou el 1907 i la femenina se celebrà entre el 1999 i el 2005 (Primavera Rosa)[3] i es reprengué el 2025.[4]

- Tour de Flandes: anomenada Ronde van Vlaanderen en neerlandès', és el "més jove" dels monuments. Amb una mica més de 250 km de recorregut, es caracteritza per les pujades curtes i amb pendent sobre llambordes com el Koppenberg, el Kapelmuur i el Paterberg. La seva primera edició masculina fou el 1913 i, la femenina, el 2004.

- París-Roubaix: anomenada "L'Infern del Nord" o "La Clàssica de les Clàssiques", és l'únic monument francès. Completament plana, té gairebé 260 quilòmetres de recorregut i la seva dificultat radica en els gairebé 30 sectors de pavès que sumen 50 quilòmetres sobre aquesta superfície i sovint amb mal temps. Entre aquests sectors destaquen la Trouée d'Arenberg, el Mons-en-Pévèle i el Carrefour de l'Arbre, catalogats de 5 estrelles. La prova sempre acaba al velòdrom de Roubaix. La seva primera edició fou el 1896 i, des del 2021, té versió femenina.

- Lieja-Bastogne-Lieja: anomenada La Doyenne ("La Degana") per ser el monument més antic, té al voltant de 260 km i recorre les Ardenes amb diverses costes empinades en els últims 100 quilòmetres. Aquestes cotes en general són entre 10 i 12, i tenen entre 1 i 3 quilòmetres de longitud encara que algunes com la Cota de la Haute-Levée té 3,6 i la de Rosier 4,4. La seva primera edició fou el 1892 en categoria amateur. El 1894 se celebrava la primera cursa professional i, el 2017, la primera edició femenina.

- Volta a Llombardia: anomenada "La Clàssica de les fulles mortes", en general té 240 o 250 quilòmetres de recorregut. És el monument que més ha variat, tant el punt de partida com el recorregut i el punt d'arribada. Té un perfil més muntanyenc que els altres monuments, amb algunes pujades de fins a 10 quilòmetres com el tradicional ascens a Madonna del Ghisallo. Celebrada des del 1905, quan s'anomenava Milano–Milano, el 1907 va passar a anomenar-se Giro di Lombardia i Il Lombardia el 2012.

## Palmarès masculí
| Any  | Milan-San Remo           | Tour de Flandes          | Paris-Roubaix               | Lieja-Bastogne-Lieja             | Volta a Llombardia           |
| ---- | ------------------------ | ------------------------ | --------------------------- | -------------------------------- | ---------------------------- |
| 1892 |                          |                          |                             | Léon Houa                        |                              |
| 1893 |                          |                          |                             | Léon Houa (2)                    |                              |
| 1894 |                          |                          |                             | Léon Houa (3)                    |                              |
| 1895 |                          |                          |                             |                                  |                              |
| 1896 |                          |                          | Josef Fischer               |                                  |                              |
| 1897 |                          |                          | Maurice Garin               |                                  |                              |
| 1898 |                          |                          | Maurice Garin (2)           |                                  |                              |
| 1899 |                          |                          | Albert Champion             |                                  |                              |
| 1900 |                          |                          | Émile Bouhours              |                                  |                              |
| 1901 |                          |                          | Lucien Lesna                |                                  |                              |
| 1902 |                          |                          | Lucien Lesna (2)            |                                  |                              |
| 1903 |                          |                          | Hippolyte Aucouturier       |                                  |                              |
| 1904 |                          |                          | Hippolyte Aucouturier (2)   |                                  |                              |
| 1905 |                          |                          | Louis Trousselier           |                                  | Giovanni Gerbi               |
| 1906 |                          |                          | Henri Cornet                |                                  | Cesare Brambilla             |
| 1907 | Lucien Petit-Breton      |                          | Georges Passerieu           |                                  | Gustave Garrigou             |
| 1908 | Cyrille Van Hauwaert     |                          | Cyrille Van Hauwaert        | André Trousselier                | François Faber               |
| 1909 | Luigi Ganna              |                          | Octave Lapize               | Victor Fastre                    | Giovanni Cuniolo             |
| 1910 | Eugène Christophe        |                          | Octave Lapize (2)           |                                  | Giovanni Micheletto          |
| 1911 | Gustave Garrigou         |                          | Octave Lapize (3)           | Joseph Van Daele                 | Henri Pélissier              |
| 1912 | Henri Pélissier          |                          | Charles Crupelandt          | Omer Verschoore                  | Carlo Oriani                 |
| 1913 | Odile Defraye            | Paul Deman               | François Faber              | Maurice Moritz                   | Henri Pélissier (2)          |
| 1914 | Ugo Agostoni             | Marcel Buysse            | Charles Crupelandt (2)      |                                  | Lauro Bordin                 |
| 1915 | Ezio Corlaita            |                          |                             |                                  | Gaetano Belloni              |
| 1916 |                          |                          |                             |                                  | Leopoldo Torricelli          |
| 1917 | Gaetano Belloni          |                          |                             |                                  | Philippe Thys                |
| 1918 | Costante Girardengo      |                          |                             |                                  | Gaetano Belloni (2)          |
| 1919 | Angelo Gremo             | Henri Van Lerberghe      | Henri Pélissier             | Léon Devos                       | Costante Girardengo          |
| 1920 | Gaetano Belloni (2)      | Jules Van Hevel          | Paul Deman                  | Léon Scieur                      | Henri Pélissier (3)          |
| 1921 | Costante Girardengo (2)  | René Vermandel           | Henri Pélissier (2)         | Louis Mottiat                    | Costante Girardengo (2)      |
| 1922 | Giovanni Brunero         | Léon Devos               | Albert Dejonghe             | Louis Mottiat (2)                | Costante Girardengo (3)      |
| 1923 | Costante Girardengo (3)  | Henri Suter              | Henri Suter                 | René Vermandel                   | Giovanni Brunero             |
| 1924 | Pietro Linari            | Gérard Debaets           | Jules Van Hevel             | René Vermandel (2)               | Giovanni Brunero (2)         |
| 1925 | Costante Girardengo (4)  | Julien Delbecque         | Félix Sellier               | Georges Ronsse                   | Alfredo Binda                |
| 1926 | Costante Girardengo (5)  | Denis Verschueren        | Julien Delbecque            | Dieudonné Smets                  | Alfredo Binda (2)            |
| 1927 | Pietro Chesi             | Gérard Debaets (2)       | Georges Ronsse              | Maurice Raes                     | Alfredo Binda (3)            |
| 1928 | Costante Girardengo (6)  | Jan Mertens              | André Leducq                | Ernest Mottard                   | Gaetano Belloni (3)          |
| 1929 | Alfredo Binda            | Joseph Dervaes           | Charles Meunier             | Alfons Schepers                  | Pietro Fossati               |
| 1930 | Michele Mara             | Frans Bonduel            | Julien Vervaecke            | Hermann Buse                     | Michele Mara                 |
| 1931 | Alfredo Binda (2)        | Romain Gijssels          | Gaston Rebry                | Alfons Schepers (2)              | Alfredo Binda (4)            |
| 1932 | Alfredo Bovet            | Romain Gijssels (2)      | Romain Gijssels             | Marcel Houyoux                   | Antonio Negrini              |
| 1933 | Learco Guerra            | Alfons Schepers          | Sylvère Maes                | François Gardier                 | Domenico Piemontesi          |
| 1934 | Joseph Demuysère         | Gaston Rebry             | Gaston Rebry (2)            | Théo Herckenrath                 | Learco Guerra                |
| 1935 | Giuseppe Olmo            | Louis Duerloo            | Gaston Rebry (3)            | Alfons Schepers (3)              | Enrico Mollo                 |
| 1936 | Angelo Varetto           | Louis Hardiquest         | Georges Speicher            | Albert Beckaert                  | Gino Bartali                 |
| 1937 | Cesare Del Cancia        | Michel D'Hooghe          | Jules Rossi                 | Éloi Meulenberg                  | Aldo Bini                    |
| 1938 | Giuseppe Olmo (2)        | Edgard De Caluwé         | Lucien Storme               | Alfons Deloor                    | Cino Cinelli                 |
| 1939 | Gino Bartali             | Karel Kaers              | Emile Masson                | Albert Ritserveldt               | Gino Bartali (2)             |
| 1940 | Gino Bartali (2)         | Achiel Buysse            |                             |                                  | Gino Bartali (3)             |
| 1941 | Pierino Favalli          | Achiel Buysse (2)        |                             |                                  | Mario Ricci                  |
| 1942 | Adolfo Leoni             | Briek Schotte            |                             |                                  | Aldo Bini (2)                |
| 1943 | Cino Cinelli             | Achiel Buysse (3)        | Marcel Kint                 |                                  |                              |
| 1944 |                          | Rik Van Steenbergen      | Maurice Desimpelaere        |                                  |                              |
| 1945 |                          | Sylvain Grysolle         | Paul Maye                   |                                  | Mario Ricci (2)              |
| 1946 | Fausto Coppi             | Rik Van Steenbergen (2)  | Georges Claes               | Prosper Depredomme               | Fausto Coppi                 |
| 1947 | Gino Bartali (3)         | Emiel Faignaert          | Georges Claes (2)           | Richard Depoorter                | Fausto Coppi (2)             |
| 1948 | Fausto Coppi (2)         | Briek Schotte (2)        | Rik Van Steenbergen         | Maurice Mollin                   | Fausto Coppi (3)             |
| 1949 | Fausto Coppi (3)         | Fiorenzo Magni           | Serse Coppi André Mahé      | Camille Danguillaume             | Fausto Coppi (4)             |
| 1950 | Gino Bartali (4)         | Fiorenzo Magni (2)       | Fausto Coppi                | Prosper Depredomme (2)           | Renzo Soldani                |
| 1951 | Louison Bobet            | Fiorenzo Magni (3)       | Antonio Bevilacqua          | Ferdi Kübler                     | Louison Bobet                |
| 1952 | Loretto Petrucci         | Roger Decock             | Rik Van Steenbergen (2)     | Ferdi Kübler (2)                 | Giuseppe Minardi             |
| 1953 | Loretto Petrucci (2)     | Wim van Est              | Germain Derycke             | Alois De Hertog                  | Bruno Landi                  |
| 1954 | Rik Van Steenbergen      | Raymond Impanis          | Raymond Impanis             | Marcel Ernzer                    | Fausto Coppi (5)             |
| 1955 | Germain Derycke          | Louison Bobet            | Jean Forestier              | Stan Ockers                      | Cleto Maule                  |
| 1956 | Alfred De Bruyne         | Jean Forestier           | Louison Bobet               | Alfred De Bruyne                 | André Darrigade              |
| 1957 | Miquel Poblet            | Alfred De Bruyne         | Alfred De Bruyne            | Frans Schoubben Germain Derijcke | Diego Ronchini               |
| 1958 | Rik Van Looy             | Germain Derijcke         | Leon Van Daele              | Alfred De Bruyne (2)             | Nino Defilippis              |
| 1959 | Miquel Poblet(2)         | Rik Van Looy             | Noël Foré                   | Alfred De Bruyne (3)             | Rik Van Looy                 |
| 1960 | René Privat              | Arthur Decabooter        | Pino Cerami                 | Ab Geldermans                    | Emile Daems                  |
| 1961 | Raymond Poulidor         | Tom Simpson              | Rik Van Looy                | Rik Van Looy                     | Vito Taccone                 |
| 1962 | Emile Daems              | Rik Van Looy (2)         | Rik Van Looy (2)            | Jef Planckaert                   | Jo de Roo                    |
| 1963 | Joseph Groussard         | Noël Foré                | Emile Daems                 | Frans Melckenbeeck               | Jo de Roo (2)                |
| 1964 | Tom Simpson              | Rudi Altig               | Peter Post                  | Willy Bocklant                   | Gianni Motta                 |
| 1965 | Arie den Hartog          | Jo de Roo                | Rik Van Looy (3)            | Carmine Preziosi                 | Tom Simpson                  |
| 1966 | Eddy Merckx              | Edward Sels              | Felice Gimondi              | Jacques Anquetil                 | Felice Gimondi               |
| 1967 | Eddy Merckx (2)          | Dino Zandegù             | Jan Janssen                 | Walter Godefroot                 | Franco Bitossi               |
| 1968 | Rudi Altig               | Walter Godefroot         | Eddy Merckx                 | Valere Van Sweevelt              | Herman Van Springel          |
| 1969 | Eddy Merckx (3)          | Eddy Merckx              | Walter Godefroot            | Eddy Merckx                      | Jean-Pierre Monseré          |
| 1970 | Michele Dancelli         | Eric Leman               | Eddy Merckx (2)             | Roger De Vlaeminck               | Franco Bitossi (2)           |
| 1971 | Eddy Merckx (4)          | Evert Dolman             | Roger Rosiers               | Eddy Merckx (2)                  | Eddy Merckx                  |
| 1972 | Eddy Merckx (5)          | Eric Leman (2)           | Roger De Vlaeminck          | Eddy Merckx (3)                  | Eddy Merckx (2)              |
| 1973 | Roger De Vlaeminck       | Eric Leman (3)           | Eddy Merckx (3)             | Eddy Merckx (4)                  | Felice Gimondi (2)           |
| 1974 | Felice Gimondi           | Cees Bal                 | Roger De Vlaeminck (2)      | Georges Pintens                  | Roger De Vlaeminck           |
| 1975 | Eddy Merckx (6)          | Eddy Merckx (2)          | Roger De Vlaeminck (3)      | Eddy Merckx (5)                  | Francesco Moser              |
| 1976 | Eddy Merckx (7)          | Walter Planckaert        | Marc Demeyer                | Joseph Bruyère                   | Roger De Vlaeminck (2)       |
| 1977 | Jan Raas                 | Roger De Vlaeminck       | Roger De Vlaeminck (4)      | Bernard Hinault                  | Gianbattista Baronchelli     |
| 1978 | Roger De Vlaeminck (2)   | Walter Godefroot (2)     | Francesco Moser             | Joseph Bruyère (2)               | Francesco Moser (2)          |
| 1979 | Roger De Vlaeminck (3)   | Jan Raas                 | Francesco Moser (2)         | Dietrich Thurau                  | Bernard Hinault              |
| 1980 | Pierino Gavazzi          | Michel Pollentier        | Francesco Moser (3)         | Bernard Hinault (2)              | Fons De Wolf                 |
| 1981 | Fons de Wolf             | Hennie Kuiper            | Bernard Hinault             | Josef Fuchs                      | Hennie Kuiper                |
| 1982 | Marc Gomez               | René Martens             | Jan Raas                    | Silvano Contini                  | Giuseppe Saronni             |
| 1983 | Giuseppe Saronni         | Jan Raas (2)             | Hennie Kuiper               | Steven Rooks                     | Seán Kelly                   |
| 1984 | Francesco Moser          | Johan Lammerts           | Seán Kelly                  | Seán Kelly                       | Bernard Hinault (2)          |
| 1985 | Hennie Kuiper            | Eric Vanderaerden        | Marc Madiot                 | Moreno Argentin                  | Seán Kelly (2)               |
| 1986 | Seán Kelly               | Adrie van der Poel       | Seán Kelly (2)              | Moreno Argentin (2)              | Gianbattista Baronchelli (2) |
| 1987 | Eric Maechler            | Claude Criquielion       | Eric Vanderaerden           | Moreno Argentin (3)              | Moreno Argentin              |
| 1988 | Laurent Fignon           | Eddy Planckaert          | Dirk Demol                  | Adrie van der Poel               | Charly Mottet                |
| 1989 | Laurent Fignon (2)       | Edwig Van Hooydonck      | Jean-Marie Wampers          | Seán Kelly (2)                   | Tony Rominger                |
| 1990 | Gianni Bugno             | Moreno Argentin          | Eddy Planckaert             | Eric Van Lancker                 | Gilles Delion                |
| 1991 | Claudio Chiappucci       | Edwig Van Hooydonck (2)  | Marc Madiot (2)             | Moreno Argentin (4)              | Seán Kelly (3)               |
| 1992 | Seán Kelly (2)           | Jacky Durand             | Gilbert Duclos-Lassalle     | Dirk De Wolf                     | Tony Rominger (2)            |
| 1993 | Maurizio Fondriest       | Johan Museeuw            | Gilbert Duclos-Lassalle (2) | Rolf Sørensen                    | Pascal Richard               |
| 1994 | Giorgio Furlan           | Gianni Bugno             | Andreï Tchmil               | Evgueni Berzin                   | Vladislav Bóbrik             |
| 1995 | Laurent Jalabert         | Johan Museeuw (2)        | Franco Ballerini            | Mauro Gianetti                   | Gianni Faresin               |
| 1996 | Gabriele Colombo         | Michele Bartoli          | Johan Museeuw               | Pascal Richard                   | Andrea Tafi                  |
| 1997 | Erik Zabel               | Rolf Sørensen            | Frédéric Guesdon            | Michele Bartoli                  | Laurent Jalabert             |
| 1998 | Erik Zabel (2)           | Johan Museeuw (3)        | Franco Ballerini (2)        | Michele Bartoli (2)              | Oscar Camenzind              |
| 1999 | Andreï Tchmil            | Peter Van Petegem        | Andrea Tafi                 | Frank Vandenbroucke              | Mirko Celestino              |
| 2000 | Erik Zabel (3)           | Andreï Tchmil            | Johan Museeuw (2)           | Paolo Bettini                    | Raimondas Rumšas             |
| 2001 | Erik Zabel (4)           | Gianluca Bortolami       | Servais Knaven              | Oscar Camenzind                  | Danilo Di Luca               |
| 2002 | Mario Cipollini          | Andrea Tafi              | Johan Museeuw (3)           | Paolo Bettini (2)                | Michele Bartoli              |
| 2003 | Paolo Bettini            | Peter Van Petegem (2)    | Peter Van Petegem           | Tyler Hamilton                   | Michele Bartoli (2)          |
| 2004 | Óscar Freire             | Steffen Wesemann         | Magnus Bäckstedt            | Davide Rebellin                  | Damiano Cunego               |
| 2005 | Alessandro Petacchi      | Tom Boonen               | Tom Boonen                  | Alexandre Vinokourov             | Paolo Bettini                |
| 2006 | Filippo Pozzato          | Tom Boonen (2)           | Fabian Cancellara           | Alejandro Valverde               | Paolo Bettini (2)            |
| 2007 | Óscar Freire (2)         | Alessandro Ballan        | Stuart O'Grady              | Danilo Di Luca                   | Damiano Cunego (2)           |
| 2008 | Fabian Cancellara        | Stijn Devolder           | Tom Boonen (2)              | Alejandro Valverde (2)           | Damiano Cunego (3)           |
| 2009 | Mark Cavendish           | Stijn Devolder (2)       | Tom Boonen (3)              | Andy Schleck                     | Philippe Gilbert             |
| 2010 | Óscar Freire (3)         | Fabian Cancellara        | Fabian Cancellara (2)       | Alexandre Vinokourov (2)         | Philippe Gilbert (2)         |
| 2011 | Matthew Goss             | Nick Nuyens              | Johan Vansummeren           | Philippe Gilbert                 | Oliver Zaugg                 |
| 2012 | Simon Gerrans            | Tom Boonen (3)           | Tom Boonen (4)              | Maxim Iglinskiy                  | Joaquim Rodríguez            |
| 2013 | Gerald Ciolek            | Fabian Cancellara (2)    | Fabian Cancellara (3)       | Daniel Martin                    | Joaquim Rodríguez (2)        |
| 2014 | Alexander Kristoff       | Fabian Cancellara (3)    | Niki Terpstra               | Simon Gerrans                    | Daniel Martin                |
| 2015 | John Degenkolb           | Alexander Kristoff       | John Degenkolb              | Alejandro Valverde (3)           | Vincenzo Nibali              |
| 2016 | Arnaud Démare            | Peter Sagan              | Mathew Hayman               | Wout Poels                       | Esteban Chaves               |
| 2017 | Michał Kwiatkowski       | Philippe Gilbert         | Greg Van Avermaet           | Alejandro Valverde (4)           | Vincenzo Nibali (2)          |
| 2018 | Vincenzo Nibali          | Niki Terpstra            | Peter Sagan                 | Bob Jungels                      | Thibaut Pinot                |
| 2019 | Julian Alaphilippe       | Alberto Bettiol          | Philippe Gilbert            | Jakob Fuglsang                   | Bauke Mollema                |
| 2020 | Wout Van Aert            | Mathieu van der Poel     | Annul·lada                  | Primož Roglič                    | Jakob Fuglsang               |
| 2021 | Jasper Stuyven           | Kasper Asgreen           | Sonny Colbrelli             | Tadej Pogačar                    | Tadej Pogačar                |
| 2022 | Matej Mohorič            | Mathieu van der Poel (2) | Dylan van Baarle            | Remco Evenepoel                  | Tadej Pogačar (2)            |
| 2023 | Mathieu van der Poel     | Tadej Pogačar            | Mathieu van der Poel        | Remco Evenepoel (2)              | Tadej Pogačar (3)            |
| 2024 | Jasper Philipsen         | Mathieu van der Poel (3) | Mathieu van der Poel (2)    | Tadej Pogačar (2)                | Tadej Pogačar (4)            |
| 2025 | Mathieu van der Poel (2) | Tadej Pogačar (2)        | Mathieu van der Poel (3)    | Tadej Pogačar (3)                |                              |

### Estadístiques
| Cursa                |           | Primera edició | Guanyador en més ocasions                                                                               | Nº de victòries | Data                    |
| -------------------- | --------- | -------------- | --- | --------------- | ----------------------- |
| Milà-Sanremo         | masculina | 1907           | Eddy Merckx                                                                                             | 7               | Mitjans de març         |
| Tour de Flandes      | masculína | 1912           | Achiel Buysse Eric Leman Fiorenzo Magni Johan Museeuw Tom Boonen Fabian Cancellara Mathieu van der Poel | 3               | Primer diumenge d'abril |
| Tour de Flandes      | femení    | 2004           | Lotte Kopecky                                                                                           | 3               | Primer diumenge d'abril |
| Paris-Roubaix        | masculina | 1896           | Roger De Vlaeminck Tom Boonen                                                                           | 4               | Segon diumenge d'abril  |
| Paris-Roubaix        | femenina  | 2021           | Lizzie Deignan Elisa Longho Borghini Alison Jackson Lotte Kopecky                                       | 1               | Vigília de la masculina |
| Lieja-Bastogne-Lieja | masculina | 1892           | Eddy Merckx                                                                                             | 5               | Finals d'abril          |
| Lieja-Bastogne-Lieja | femenina  | 2017           | Anna van der Breggen Annemiek van Vleuten Demi Vollering                                                | 2               | Finals d'abril          |
| Volta a Llombardia   | masculina | 1905           | Fausto Coppi                                                                                            | 5               | Inicis d'octubre        |

### Més victòries
Els únics ciclistes que han aconseguit guanyar els cinc "monuments" al llarg de la seva trajectòria esportiva han estat els belgues Eddy Merckx, Roger De Vlaeminck i Rik Van Looy i només Merckx els ha vençut tots en més d'una ocasió. En el cas femení, Lizzie Deignan també ha vençut els tres monuments que tenen versió femenina.
Sis corredors han guanyat quatre monuments diferents. El que més s'ha apropat a aconseguir el repòquer de victòries ha estat Sean Kelly ja que va quedar segon al Tour de Flandes en tres ocasions (1984, 1986 i 1987). El ciclista holandès Hennie Kuiper va guanyar tots els monuments excepte la Lieja-Bastogne-Lieja, prova on va quedar segon el 1980. El francès Louison Bobet també els va guanyar tots menys la Lieja-Bastogne-Lieja. El belga Fred De Bruyne també s'hi va acostar, acabant segon a la Volta a Llombardia el 1955. Germain Derycke també en va guanyar quatre, tots menys el monument de Llombardia, i Philippe Gilbert tots excepte Milà-San Remo, on va acabar tercer dues vegades. Tadej Pogačar i Mathieu van der Poel són els corredors en actiu que han guanyat més monuments diferents (3). Hi ha hagut 23 ciclistes que han guanyat com a mínim cinc cops un monument en la seva carrera.
A continuació es mostren els ciclistes que han aconseguit, com a mínim, 3 victòries en monuments, classificats per nombre de victòries i després per ordre cronològic.
| Ciclistes            | Primera victòria | Darrera victòria | M-SR | TdF | P-R | L-B-L | VAL | Total | Monuments diferents |
| -------------------- | ---------------- | ---------------- | ---- | --- | --- | ----- | --- | ----- | ------------------- |
| Eddy Merckx          | 1966             | 1976             | 7    | 2   | 3   | 5     | 2   | 19    | 5                   |
| Roger De Vlaeminck   | 1970             | 1979             | 3    | 1   | 4   | 1     | 2   | 11    | 5                   |
| Costante Girardengo  | 1918             | 1928             | 6    |     |     |       | 3   | 9     | 2                   |
| Fausto Coppi         | 1946             | 1954             | 3    |     | 1   |       | 5   | 9     | 3                   |
| Seán Kelly           | 1983             | 1992             | 2    |     | 2   | 2     | 3   | 9     | 4                   |
| Tadej Pogačar        | 2021             | 2025             |      | 2   |     | 3     | 4   | 9     | 3                   |
| Rik Van Looy         | 1958             | 1965             | 1    | 2   | 3   | 1     | 1   | 8     | 5                   |
| Mathieu van der Poel | 2020             | 2025             | 2    | 3   | 3   |       |     | 8     | 3                   |
| Gino Bartali         | 1939             | 1950             | 4    |     |     |       | 3   | 7     | 2                   |
| Tom Boonen           | 2005             | 2012             |      | 3   | 4   |       |     | 7     | 2                   |
| Fabian Cancellara    | 2006             | 2014             | 1    | 3   | 3   |       |     | 7     | 3                   |
| Henri Pélissier      | 1911             | 1921             | 1    |     | 2   |       | 3   | 6     | 3                   |
| Alfredo Binda        | 1925             | 1931             | 2    |     |     |       | 4   | 6     | 2                   |
| Alfred De Bruyne     | 1956             | 1959             | 1    | 1   | 1   | 3     |     | 6     | 4                   |
| Francesco Moser      | 1975             | 1984             | 1    |     | 3   |       | 2   | 6     | 3                   |
| Moreno Argentin      | 1985             | 1991             |      | 1   |     | 4     | 1   | 6     | 3                   |
| Johan Museeuw        | 1993             | 2002             |      | 3   | 3   |       |     | 6     | 2                   |
| Gaetano Belloni      | 1915             | 1928             | 2    |     |     |       | 3   | 5     | 2                   |
| Rik Van Steenbergen  | 1944             | 1954             | 1    | 2   | 2   |       |     | 5     | 3                   |
| Bernard Hinault      | 1977             | 1984             |      |     | 1   | 2     | 2   | 5     | 3                   |
| Michele Bartoli      | 1996             | 2003             |      | 1   |     | 2     | 2   | 5     | 3                   |
| Paolo Bettini        | 2000             | 2006             | 1    |     |     | 2     | 2   | 5     | 3                   |
| Philippe Gilbert     | 2009             | 2019             |      | 1   | 1   | 1     | 2   | 5     | 4                   |
| Gaston Rebry         | 1931             | 1935             |      | 1   | 3   |       |     | 4     | 2                   |
| Alfons Schepers      | 1929             | 1935             |      | 1   |     | 3     |     | 4     | 2                   |
| Louison Bobet        | 1951             | 1956             | 1    | 1   | 1   |       | 1   | 4     | 4                   |
| Germain Derycke      | 1953             | 1958             | 1    | 1   | 1   | 1     |     | 4     | 4                   |
| Felice Gimondi       | 1966             | 1974             | 1    |     | 1   |       | 2   | 4     | 3                   |
| Walter Godefroot     | 1967             | 1978             |      | 2   | 1   | 1     |     | 4     | 3                   |
| Jan Raas             | 1977             | 1983             | 1    | 2   | 1   |       |     | 4     | 3                   |
| Hennie Kuiper        | 1981             | 1985             | 1    | 1   | 1   |       | 1   | 4     | 4                   |
| Erik Zabel           | 1997             | 2001             | 4    |     |     |       |     | 4     | 1                   |
| Alejandro Valverde   | 2006             | 2017             |      |     |     | 4     |     | 4     | 1                   |
| Léon Houa            | 1892             | 1894             |      |     |     | 3     |     | 3     | 1                   |
| Octave Lapize        | 1909             | 1911             |      |     | 3   |       |     | 3     | 1                   |
| René Vermandel       | 1921             | 1924             |      | 1   |     | 2     |     | 3     | 2                   |
| Giovanni Brunero     | 1922             | 1924             | 1    |     |     |       | 2   | 3     | 2                   |
| Romain Gijssels      | 1931             | 1932             |      | 2   | 1   |       |     | 3     | 2                   |
| Achiel Buysse        | 1940             | 1943             |      | 3   |     |       |     | 3     | 1                   |
| Fiorenzo Magni       | 1949             | 1951             |      | 3   |     |       |     | 3     | 1                   |
| Jo de Roo            | 1962             | 1965             |      | 1   |     |       | 2   | 3     | 2                   |
| Émile Daems          | 1960             | 1963             | 1    |     | 1   |       | 1   | 3     | 3                   |
| Tom Simpson          | 1961             | 1965             | 1    | 1   |     |       | 1   | 3     | 3                   |
| Eric Leman           | 1970             | 1973             |      | 3   |     |       |     | 3     | 1                   |
| Andreï Tchmil        | 1994             | 2000             | 1    | 1   | 1   |       |     | 3     | 3                   |
| Andrea Tafi          | 1996             | 2002             |      | 1   | 1   |       | 1   | 3     | 3                   |
| Peter Van Petegem    | 1999             | 2003             |      | 2   | 1   |       |     | 3     | 2                   |
| Damiano Cunego       | 2004             | 2008             |      |     |     |       | 3   | 3     | 1                   |
| Óscar Freire         | 2004             | 2010             | 3    |     |     |       |     | 3     | 1                   |
| Vincenzo Nibali      | 2015             | 2018             | 1    |     |     |       | 2   | 3     | 2                   |

### Guanyadors de 3 monuments el mateix any
Només Eddy Merckx al 1969, 1971, 1972 i 1975 va aconseguir guanyar, com a mínim, 3 monuments el mateix any.
| Milà-Sanremo, Tour de Flandes i Lieja-Bastogne-Lieja | Milà-Sanremo, Tour de Flandes i Lieja-Bastogne-Lieja |
| ---------------------------------------------------- | ---------------------------------------------------- |
| 1969                                                 | Eddy Merckx                                          |
| 1975                                                 | Eddy Merckx                                          |

| Milà-Sanremo, Lieja-Bastogne-Lieja i Volta a Llombardia | Milà-Sanremo, Lieja-Bastogne-Lieja i Volta a Llombardia |
| ------------------------------------------------------- | ------------------------------------------------------- |
| 1971                                                    | Eddy Merckx                                             |
| 1972                                                    | Eddy Merckx                                             |

### Guanyadors de 2 monuments el mateix any
24 corredors diferents (inclòs Eddy Merckx) han aconseguit guanyar dos monuments el mateix any. El "doble" més habitual està format per les dues clàssiques empedrades (Tour de Flandes i París-Roubaix), que ha guanyat el mateix ciclista el mateix any en 13 ocasions. El "doble" italià (Milà-Sanremo i Volta a Llombardia) s'ha aconseguit 10 vegades (incloent Merckx el 1971 i el 1972). Només Merckx (dos cops) i Pogačar han guanyat la combinació Volta a Flandes / Lieja-Bastogne-Lieja, essent el belga l'únic que s'ha imposat en la Milà-Sanremo i el Tour de Flandes en una mateixa temporada, fita que aconseguí quan va guanyar els tres monuments el 1969 i el 1975.
| Milà-Sanremo i París-Roubaix | Milà-Sanremo i París-Roubaix |
| ---------------------------- | ---------------------------- |
| 1908                         | Cyrille van Hauwaert         |
| 1986                         | Sean Kelly                   |
| 2015                         | John Degenkolb               |
| 2023                         | Mathieu van der Poel         |
| 2025                         | Mathieu van der Poel         |

| Milà-Sanremo i Lieja-Bastogne-Lieja | Milà-Sanremo i Lieja-Bastogne-Lieja |
| ----------------------------------- | ----------------------------------- |
| 1956                                | Fred De Bruyne                      |

| Milà-Sanremo i Volta a Llombardia | Milà-Sanremo i Volta a Llombardia |
| --------------------------------- | --------------------------------- |
| 1921                              | Costante Girardengo               |
| 1930                              | Michele Mara                      |
| 1931                              | Alfredo Binda                     |
| 1939                              | Gino Bartali                      |
| 1940                              | Gino Bartali                      |
| 1946                              | Fausto Coppi                      |
| 1948                              | Fausto Coppi                      |
| 1949                              | Fausto Coppi                      |
| 1951                              | Louison Bobet                     |

| Tour de Flandes i París-Roubaix | Tour de Flandes i París-Roubaix |
| ------------------------------- | ------------------------------- |
| 1923                            | Heiri Suter                     |
| 1932                            | Romain Gijssels                 |
| 1934                            | Gaston Rebry                    |
| 1954                            | Raymond Impanis                 |
| 1957                            | Fred De Bruyne                  |
| 1962                            | Rik Van Looy                    |
| 1977                            | Roger De Vlaeminck              |
| 2003                            | Peter Van Petegem               |
| 2005                            | Tom Boonen                      |
| 2010                            | Fabian Cancellara               |
| 2012                            | Tom Boonen                      |
| 2013                            | Fabian Cancellara               |
| 2024                            | Mathieu van der Poel            |

| Tour de Flandes i Lieja-Bastogne-Lieja | Tour de Flandes i Lieja-Bastogne-Lieja |
| -------------------------------------- | -------------------------------------- |
| 2025                                   | Tadej Pogačar                          |

| Tour de Flandes i Volta a Llombardia | Tour de Flandes i Volta a Llombardia |
| ------------------------------------ | ------------------------------------ |
| 1959                                 | Rik Van Looy                         |
| 1981                                 | Hennie Kuiper                        |
| 2023                                 | Tadej Pogačar                        |

| París-Roubaix i Lieja-Bastogne-Lieja | París-Roubaix i Lieja-Bastogne-Lieja |
| ------------------------------------ | ------------------------------------ |
| 1961                                 | Rik Van Looy                         |
| 1973                                 | Eddy Merckx                          |
| 1984                                 | Sean Kelly                           |

| París-Roubaix i Volta a Llombardia | París-Roubaix i Volta a Llombardia |
| ---------------------------------- | ---------------------------------- |
| 1966                               | Felice Gimondi                     |
| 1974                               | Roger De Vlaeminck                 |
| 1978                               | Francesco Moser                    |

| Lieja-Bastogne-Lieja i Volta a Llombardia | Lieja-Bastogne-Lieja i Volta a Llombardia |
| ----------------------------------------- | ----------------------------------------- |
| 1987                                      | Moreno Argentin                           |
| 2021                                      | Tadej Pogačar                             |
| 2024                                      | Tadej Pogačar                             |

### Nombre de victòries per nacionalitats
Després de Lieja-Bastogne-Lieja 2025
| #   | País          | Total de victòries | M-SR | TdF | P-R | L-B-L | VAL |
| --- | ------------- | ------------------ | ---- | --- | --- | ----- | --- |
| 1.  | Bèlgica       | 222                | 23   | 69  | 57  | 61    | 12  |
| 2.  | Itàlia        | 155                | 51   | 11  | 12  | 12    | 69  |
| 3.  | França        | 64                 | 14   | 3   | 30  | 5     | 12  |
| 4.  | Països Baixos | 36                 | 5    | 13  | 10  | 4     | 4   |
| 5.  | Suïssa        | 21                 | 2    | 4   | 4   | 6     | 5   |
| 6.  | Alemanya      | 13                 | 7    | 2   | 2   | 2     |     |
| 7.  | Espanya       | 11                 | 5    |     |     | 4     | 2   |
| 7.  | Irlanda       | 11                 | 2    |     | 2   | 3     | 4   |
| 7.  | Eslovènia     | 11                 | 1    | 2   |     | 4     | 4   |
| 10. | Austràlia     | 5                  | 2    |     | 2   | 1     |     |
| 10. | Luxemburg     | 5                  |      |     | 1   | 3     | 1   |
| 10. | Dinamarca     | 5                  |      | 2   |     | 2     | 1   |
| 13. | Regne Unit    | 4                  | 2    | 1   |     |       | 1   |
| 14. | Kazakhstan    | 3                  |      |     |     | 3     |     |
| 15. | Noruega       | 2                  | 1    | 1   |     |       |     |
| 15. | Rússia        | 2                  |      |     |     | 1     | 1   |
| 15. | Eslovàquia    | 2                  |      | 1   | 1   |       |     |
| 18. | Colòmbia      | 1                  |      |     |     |       | 1   |
| 18. | Estats Units  | 1                  |      |     |     | 1     |     |
| 18. | Lituània      | 1                  |      |     |     |       | 1   |
| 18. | Moldàvia      | 1                  |      |     | 1   |       |     |
| 18. | Polònia       | 1                  | 1    |     |     |       |     |
| 18. | Suècia        | 1                  |      |     | 1   |       |     |

Només 23 nacions han aconseguit guanyar un o més monuments i d'aquestes, només 5 han completat victòries en els 5 monuments: 
- Bèlgica després de la victòria de Philippe Thys en el Volta a Llombardia 1917
- França després de la victòria de Louison Bobet en el Tour de Flandes 1955
- Països Baixos després de la victòria de Arie donin Hartog a la Milà-Sanremo 1965
- Itàlia després de la victòria de Carmine Preziosi a la Lieja-Bastogne-Lieja 1965
- Suïssa després de la victòria de Tony Rominger en la Volta a Llombardia 1989

Bèlgica és l'única nació que ha aconseguit guanyar tots els monuments en un mateix any, fita que ha realitzat en tres ocasions: 1969, 1972 i 1976. A més, la temporada de 1976 ho va aconseguir amb 5 corredors diferents.
En vuit temporades, els guanyadors dels cinc monuments del ciclisme han sigut de cinc nacionalitats diferents: els anys 1964, 1979, 1985, 1993, 2014, 2016, 2018 i 2019, reflectint la creixent internacionalització del ciclisme. El 2020, tots els guanyadors foren de nacionalitats diferents; però només eren quatre perquè la París-Roubaix no es va disputar a causa de la pandèmia del covid-19.
Entre el Tour de Flandes 2015 i el Tour de Flandes 2017, els monuments del ciclisme van ser per a onze guanyadors consecutius de diferents nacionalitats.

## Palmarès femení
El primer monument femení que es va celebrar fou la Primavera Rosa; però només es va disputar entre el 1999 i el 2005. El 2025 es va recuperar sota la denominació Sanremo Women.
Els dos monuments belgues (Tour de Flandes i Lieja-Bastogne-Lieja) organitzen esdeveniments femenins el mateix dia que els masculins seguint part del mateix recorregut. El 2020 es va programar la primera edició de la Paris-Roubaix femenina; però es va cancel·lar a causa del COVID-19 i la primera edició no es va poder celebrar fins a l'octubre de 2021.

## Vencedores
| Any  | Sanremo Women (Primavera Rosa)   | Tour de Flandes                      | Paris-Roubaix Femmes       | Lieja-Bastogne-Lieja           | Volta a Llombardia |
| ---- | -------------------------------- | ------------------------------------ | -------------------------- | ------------------------------ | ------------------ |
| 1999 | Sara Felloni (ITA)               | No celebrat                          | No celebrat                | No celebrat                    | No celebrat        |
| 2000 | Diana Žiliūtė (LTU)              | No celebrat                          | No celebrat                | No celebrat                    | No celebrat        |
| 2001 | Susanne Ljungskog (SWE)          | No celebrat                          | No celebrat                | No celebrat                    | No celebrat        |
| 2002 | Mirjam Melchers-van Poppel (NED) | No celebrat                          | No celebrat                | No celebrat                    | No celebrat        |
| 2003 | Zoulfia Zabirova (RUS)           | No celebrat                          | No celebrat                | No celebrat                    | No celebrat        |
| 2004 | Zoulfia Zabirova (RUS) (2)       | Zoulfia Zabirova (RUS)               | No celebrat                | No celebrat                    | No celebrat        |
| 2005 | Trixi Worrack (GER)              | Mirjam Melchers-van Poppel (NED)     | No celebrat                | No celebrat                    | No celebrat        |
| 2006 | No celebrat                      | Mirjam Melchers-van Poppel (NED) (2) | No celebrat                | No celebrat                    | No celebrat        |
| 2007 | No celebrat                      | Nicole Cooke (GBR)                   | No celebrat                | No celebrat                    | No celebrat        |
| 2008 | No celebrat                      | Judith Arndt (GER)                   | No celebrat                | No celebrat                    | No celebrat        |
| 2009 | No celebrat                      | Ina-Yoko Teutenberg (GER)            | No celebrat                | No celebrat                    | No celebrat        |
| 2010 | No celebrat                      | Grace Verbeke (BEL)                  | No celebrat                | No celebrat                    | No celebrat        |
| 2011 | No celebrat                      | Annemiek van Vleuten (NED)           | No celebrat                | No celebrat                    | No celebrat        |
| 2012 | No celebrat                      | Judith Arndt (GER) (2)               | No celebrat                | No celebrat                    | No celebrat        |
| 2013 | No celebrat                      | Marianne Vos (NED)                   | No celebrat                | No celebrat                    | No celebrat        |
| 2014 | No celebrat                      | Ellen van Dijk (NED)                 | No celebrat                | No celebrat                    | No celebrat        |
| 2015 | No celebrat                      | Elisa Longo Borghini (ITA)           | No celebrat                | No celebrat                    | No celebrat        |
| 2016 | No celebrat                      | Lizzie Armitstead (GBR)              | No celebrat                | No celebrat                    | No celebrat        |
| 2017 | No celebrat                      | Coryn Rivera (USA)                   | No celebrat                | Anna van der Breggen (NED)     | No celebrat        |
| 2018 | No celebrat                      | Anna van der Breggen (NED)           | No celebrat                | Anna van der Breggen (NED) (2) | No celebrat        |
| 2019 | No celebrat                      | Marta Bastianelli (ITA)              | No celebrat                | Annemiek van Vleuten (NED)     | No celebrat        |
| 2020 | No celebrat                      | Chantal van den Broek-Blaak (NED)    | Anul·lada                  | Lizzie Deignan (GBR)           | No celebrat        |
| 2021 | No celebrat                      | Annemiek van Vleuten (NED) (2)       | Lizzie Deignan (GBR)       | Demi Vollering (NED)           | No celebrat        |
| 2022 | No celebrat                      | Lotte Kopecky (BEL)                  | Elisa Longo Borghini (ITA) | Annemiek van Vleuten (NED) (2) | No celebrat        |
| 2023 | No celebrat                      | Lotte Kopecky (BEL) (2)              | Alison Jackson (CAN)       | Demi Vollering (NED) (2)       | No celebrat        |
| 2024 | No celebrat                      | Elisa Longo Borghini (ITA) (2)       | Lotte Kopecky (BEL)        | Grace Brown (AUS)              | No celebrat        |
| 2025 | Lorena Wiebes (NED)              | Lotte Kopecky (BEL) (3)              | Pauline Ferrand-Prévot     | Kimberley Le Court             | No celebrat        |
| Any  | Sanremo Women (Primavera Rosa)   | Tour de Flandes                      | Paris-Roubaix Femmes       | Lieja-Bastogne-Lieja           | Volta a Llombardia |

## Estadístiques

### Més victòries
Després de Lieja-Bastogne-Lieja femenina de 2025
Lizzie Deignan és l'única ciclista que ha guanyat tres monuments femenins. Prèviament, Zoulfia Zabirova i Mirjam Melchers-van Poppel també s'havien imposat als dos monuments que se celebraven llavors (Primavera Rosa i Tour de Flandes). A més, la russa i Anna ven der Breggen són les úniques ciclistes que ha guanyat més d'un monument la mateixa temporada.
| Posició | Ciclista                   | Nacionalitat  | P-R/M-S | TdF | P-R | L-B-L | VaL | Total |
| ------- | -------------------------- | ------------- | ------- | --- | --- | ----- | --- | ----- |
| 1       | Annemiek van Vleuten       | Països Baixos | 0       | 2   | 0   | 2     | 0   | 4     |
| 1       | Lotte Kopecky              | Bèlgica       | 0       | 3   | 1   | 0     | 0   | 4     |
| 3       | Zoulfia Zabirova           | Rússia        | 2       | 1   | 0   | 0     | 0   | 3     |
| 3       | Mirjam Melchers-van Poppel | Països Baixos | 1       | 2   | 0   | 0     | 0   | 3     |
| 3       | Anna van der Breggen       | Països Baixos | 0       | 1   | 0   | 2     | 0   | 3     |
| 3       | Lizzie Deignan             | Regne Unit    | 0       | 1   | 1   | 1     | 0   | 3     |
| 3       | Elisa Longo Borghini       | Itàlia        | 0       | 2   | 1   | 0     | 0   | 3     |
| 8       | Judith Arndt               | Alemanya      | 0       | 2   | 0   | 0     | 0   | 2     |
| 8       | Demi Vollering             | Països Baixos | 0       | 0   | 0   | 2     | 0   | 2     |

### Nombre de victòries per nacionalitats
Després de Paris-Roubaix Femmes 2025
| Posició | Ciclista      | P-R/M-S | TdF | P-R | L-B-L | VaL | Total |
| ------- | ------------- | ------- | --- | --- | ----- | --- | ----- |
| 1       | Països Baixos | 1       | 8   | 0   | 6     | 0   | 15    |
| 2       | Itàlia        | 1       | 3   | 1   | 0     | 0   | 5     |
| 2       | Bèlgica       | 0       | 4   | 1   | 0     | 0   | 5     |
| 4       | Alemanya      | 1       | 3   | 0   | 0     | 0   | 4     |
| 4       | Regne Unit    | 0       | 2   | 1   | 1     | 0   | 4     |
| 6       | Rússia        | 2       | 1   | 0   | 0     | 0   | 3     |
| 7       | Lituània      | 1       | 0   | 0   | 0     | 0   | 1     |
| 7       | Suècia        | 1       | 0   | 0   | 0     | 0   | 1     |
| 7       | Estats Units  | 0       | 1   | 0   | 0     | 0   | 1     |
| 7       | Canadà        | 0       | 0   | 1   | 0     | 0   | 1     |
| 7       | Austràlia     | 0       | 0   | 0   | 1     | 0   | 1     |
| 7       | França        | 0       | 0   | 1   | 0     | 0   | 1     |
| 7       | Maurici       | 0       | 0   | 0   | 1     | 0   | 1     |